# Cressy (Australia)
Cressy – miasto w Australii, na Tasmanii.